# Deborah Lipstadt
Deborah Esther Lipstadt (Nueva York, 18 de marzo de 1947) es una historiadora estadounidense. Profesora de Judaísmo Moderno y de Estudios del Holocausto en la Universidad de Emory, es autora, entre otros,  del libro La negación del Holocausto. Su fama va unida a la demanda por difamación que le interpuso el historiador negacionista británico David Irving.
Recibió su BA del City College de Nueva York, y su MA y Doctorado por la Universidad Brandeis. Fue consultora para el "Holocaust Memorial Museum" de los Estados Unidos. En 1994 fue nombrada por Bill Clinton para el Consejo de Memoria del Holocausto de los Estados Unidos, donde sirvió dos mandatos.

## Demanda de David Irving por libelo
El escritor David Irving demandó a Lipstadt y su editorial, Penguin Books, por libelo en un tribunal británico, después de que ella caracterizase algunos de sus escritos y declaraciones públicas como negacionismo del Holocausto en su libro La negación del Holocausto. El equipo de defensa legal fue dirigido por Anthony Julius, y la defensa se presentó ante el tribunal por el Consejero de la Reina Richard Rampton a principios del 2000. El perito de la defensa fue el historiador de Cambridge Richard J. Evans. 
Aunque la legislación inglesa sobre el libelo ponía la carga de la prueba sobre el acusado en lugar de sobre la demandante, Penguin y Lipstadt ganaron el caso, utilizando la justificación de defensa, a saber, demostrando en los tribunales que las acusaciones de Lipstadt contra Irving son ciertas y, por tanto, no calumniosas. El caso fue presentado como un juicio sin jurado ante el juez británico Charles Gray, que elaboró un texto de sentencia de 334 páginas, detallando la sistemática distorsión de la historia de la Segunda Guerra Mundial por parte de Irving. El periódico The Times (14 de abril de 2000, p. 23) dice de la victoria de Lipstadt, "La Historia ha tenido su día en la corte y anotó una aplastante victoria."

### Libertad de expresión
A pesar de su agrio historial con el negacionista David Irving, Lipstadt ha afirmado que está personalmente en contra de la decisión del tribunal austríaco que en 2005 condenó a Irving a tres años de prisión por su discurso (la negación del Holocausto es punible en Austria por un máximo de 20 años de prisión). "Me siento incómoda con encarcelar a las personas por su discurso. Que le dejen marchar y desvanecerse de todas las pantallas de radar."

## Negacionismosoft-core
Según un artículo del Jerusalem Post, en febrero de 2007, Lipstadt utilizó el neologismo negacionismo soft-core durante la cena anual de recaudación de fondos de la Federación Sionista en Londres. Refiriéndose a grupos como el Consejo Musulmán de Gran Bretaña, al parecer dijo: "Cuando grupos de personas se niegan a conmemorar el Día de Memoria del Holocausto hasta que el mismo tiempo se dedique a la lucha contra los prejuicios contra los musulmanes, esto es negacionismo soft-core." Según el periodista: "Recibió grandes aplausos cuando se preguntó cómo el expresidente de los EE.UU. Jimmy Carter podría omitir los años 1939-1947 de una cronología en su libro", refiriéndose al recientemente publicado y controvertido libro Palestina Paz No Apartheid, dice: "Cuando un expresidente de los Estados Unidos escribe un libro sobre la crisis israelí-palestina y escribe una cronología al comienzo del libro con el fin de ayudarles a comprender la aparición de la situación, y en dicha cronología no lista nada de importancia entre 1939 y 1947, esto es negacionismo soft-core."
En el mismo sentido, Lipstadt ha criticado al filósofo alemán e historiador Ernst Nolte por dedicarse a lo que ella llama "negacionismo soft-core" del Holocausto, y ha argumentado que Nolte practica una forma aún más peligrosa de revisionismo que los negadores del Holocausto. Hablando de Nolte en una entrevista en 2003, Lipstadt declaró: "Los historiadores, como el alemán Ernst Nolte, son en cierto modo incluso más peligrosos que los negacionistas. Nolte es un antisemita de primer orden, que intenta rehabilitar a Hitler diciendo que él no era peor que Stalin, pero se cuida de no negar el Holocausto. Los negacionistas han hecho la vida más cómoda a Nolte. Con su argumentación radical han empujado el centro un poco más a su lado. En consecuencia, un radical menos extremista, como Nolte, se encuentra más cerca del término medio, lo que le hace más peligroso."

## Crítica de Ward Churchill
El escritor y activista político Ward Churchill acusa a Lipstadt de negar el genocidio de los nativos americanos en su libro A Little Matter of Genocide (Algo en materia de Genocidio), aunque en algunos otros aspectos parece apreciar su trabajo. Churchill sostiene que al afirmar que el Holocausto no se puede comparar con ninguna otra cosa en la historia de la humanidad, haciendo referencia a su unicidad, Lipstadt en sí misma participa en una forma de lo que ella más tarde llamaría negacionismo soft-core; si uno no reconoce que el genocidio de los nativos americanos es tan moralmente despreciable como el Holocausto, entonces está negando la verdadera naturaleza de ese genocidio, y las similitudes entre estos, por otro lado dispares, fenómenos de genocidio.

## Adaptaciones
- Denial (2016), película dirigida por Mick Jackson, basada en el libro History on Trial: My Day in Court with a Holocaust Denier